# Nationale Dienst ter Controle van het Spectrum
De Nationale Dienst ter Controle van het Spectrum, of kortweg het NCS, is een onderdeel van het Belgisch Instituut voor Postdiensten en Telecommunicatie (BIPT). Om een duidelijke scheiding tussen het BIPT en het NCS te maken, hebben de technici van het NCS een mandaat van officier van de gerechtelijke politie. Hierdoor heeft het BIPT niets te zeggen over de controles uitgevoerd door het NCS. 
De taak van het NCS bestaat erin om controles uit te oefenen op alle atmosferische uitzendingen. Ze doen meestal onderzoek naar de oorzaak van storingen die veroorzaakt worden op publieke en private frequenties.